# Achkásovo
Achkásovo (del ruso: Ачкасово) es un posiólok del raión de Tijoretsk del krai de Krasnodar, en Rusia. Está situado en las llanuras de Kubán-Priazov, 8 km al sudeste de Tijoretsk y 130 km al nordeste de Krasnodar, la capital del krai. Tenía 48 habitantes en 2010
Pertenece al municipio Parkovskoye.

## Transporte
Por la localidad pasa la carretera federal M29 Cáucaso Pávlovskaya-frontera azerí. Cuenta con una plataforma ferroviaria en la línea Tijoretsk-Salsk.